# Untamed (pel·lícula de 1929)
 Untamed és una pel·lícula estatunidenca dirigida per Jack Conway, estrenada el 1929.

## Argument
Un prospector de petroli, Henry Dowling (Ingraham), ha criat la seva filla Alicia "Bingo" Dowling (Crawford), lliure d'esperit, a la selva de Sud-amèrica. Vol que el seu amic, Ben Murchison (Torrence), treballi amb ell als pous de petroli que han pagat. Mentre que Ben arriba amb Howard Presley (Herbert), Henry és mort per un treballador.
Alice ha heretat la companyia i els diners del seu pare. Converteix a Ben en el seu guarda. Tant a Ben com a Howard els tracta d'oncle, encara que no són família. Ella és fresca i sense refinaments, i es baralla amb qualsevol persona que discrepa d'ella. Els seus "oncles" decideixen que Alice ha d'anar a Nova York, aprendre maneres i entrar en societat. Mentre que estan a bord del transatlàntic, coneix el jove, ben plantat i instruït Andy McAllister (Montgomery).
Hi ha amor a primera vista entre Alice i Andy, que canta algunes cançons. A Nova York, Andy continua veient-la. Perquè ella és rica i ell no, té por del que pensin pel fet de casar-se i viure dels seus diners. Per complicar més la situació, l'oncle Ben desaconsella la relació. Ell fins i tot ofereix diners d'Andy per deixar-la.

## Repartiment
- Joan Crawford: Alice 'Bingo' Dowling
- Robert Montgomery: Andy McAllister
- Ernest Torrence: Ben Murchison
- Holmes Herbert: Howard Presley
- John Miljan: Bennock
- Gwen Lee: Marjory 'Marge'
- Edward J. Nugent: Paul
- Don Terry: Gregg
- Gertrude Astor: Sra. Mason
- Milton J. Fahrney: M. Jollop
- Lloyd Ingraham: Henry 'Hank' Dowling
- Grace Cunard: Milly
- Tom O'Brien: Moran
- Wilson Benge: Billcombe